# Линьер (персонаж)

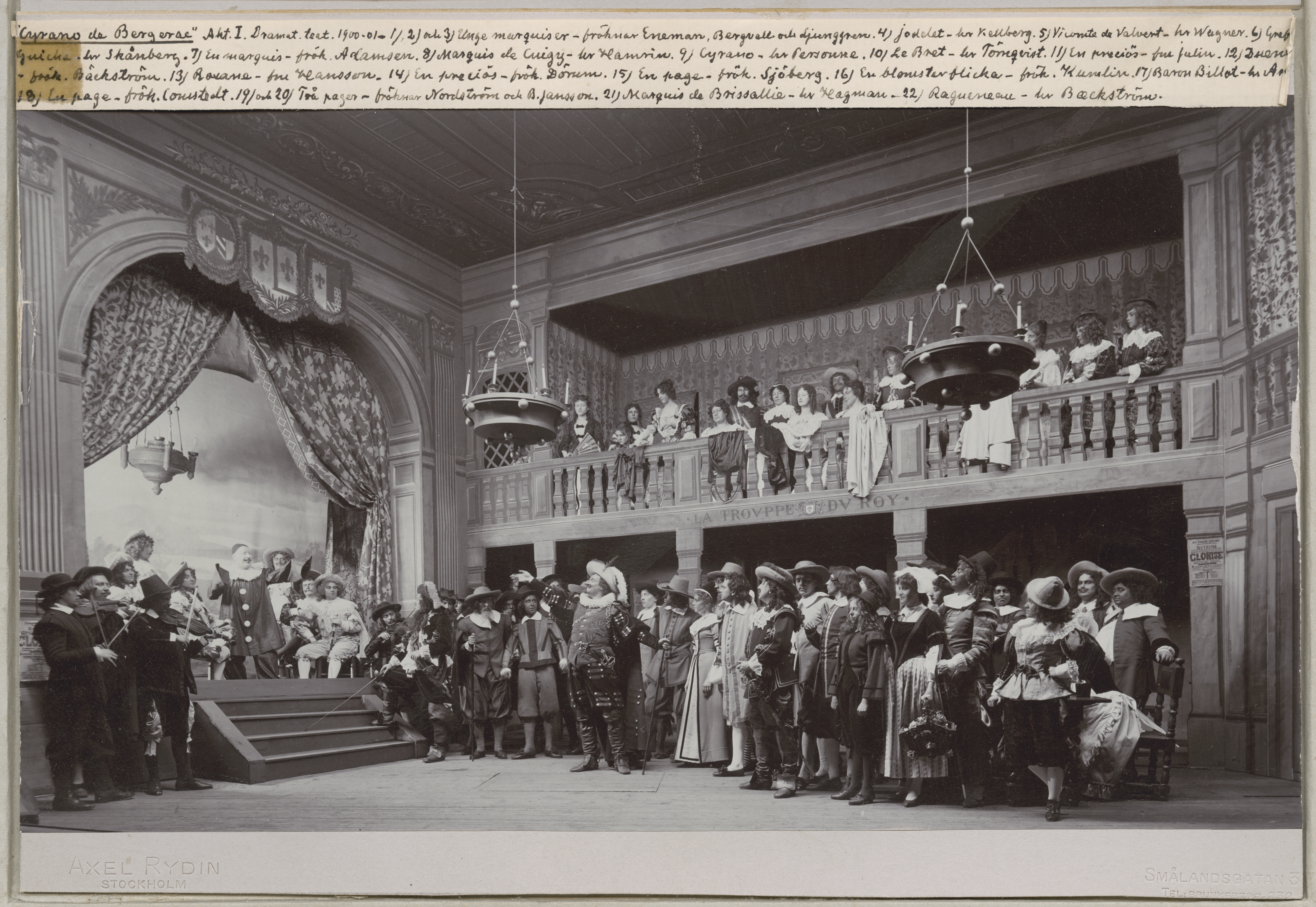
Спектакль «Сирано де Бержерак», 1901. Акт 1 (сцена в театре «Бургундский отель»). Драматический театр, Стокгольм

Линьер (фр. Lignière) — персонаж драмы (героической комедии) в стихах «Сирано де Бержерак» французского писателя Эдмона Ростана, написанной и впервые поставленной в 1897 году. Как и в других случаях, при обрисовке характеров основных персонажей Ростан ориентировался на реально существовавших людей, стремясь показать их в соответствии с сохранившейся исторической традицией. В основе образа героя лежат факты из жизни французского писателя, представителя литературного либертинажа Франсуа Пайо Линьера (François Payot de Lignières; 1626—1704), который был создателем большого количества эпиграмм, литературных пародий, стихов на случай. Он служил в роте мушкетёров, но, так же как и его друг Сирано де Бержерак, покинул военную службу, чтобы посвятить себя литературе. Среди его известных знакомых-писателей был не только Сирано, но и поэт и драматург Поль Скаррон. Неоднократно подвергался критике со стороны писателя, теоретика классицизма Никола Буало, в том числе и в самом известном его произведении «Поэтическое искусство». В нём Линьер среди прочего охарактеризован как «бездарнейший дурак».   
Действие пьесы начинается в 1640 году в парижском театре «Бургундский отель». У Ростана персонаж, фигурирующий только в первом акте, показан как постоянно пьяный представитель литературной богемы. Его появление в театре сопровождается ремаркой: «Линьер одет небрежно, по виду — спившийся светский человек». Он хвастлив и трусоват, таким образом он представляет собой «своего рода антипод заглавного героя». Несмотря на такие недостатки «помешанный на справедливости Сирано» признавал его почти что равным себе. Он постоянно спасал его из «всевозможных переделок, в которые тот ухитрялся попадать едва ли не каждый день». Именно своему другу Сирано поведал о том, что беззаветно любит кузину Роксану. 
Храбрость Сирано продемонстрирована в эпизоде, связанном с его трусоватым приятелем. По традиции считается, что он основывается на реальных событиях. Писатель Шарль Нодье описывал его следующим образом: «Молодой Линьер, прославившийся ядовитыми эпиграммами и сатирами, навлёк на себя гнев одного весьма важного вельможи, и тот нанял сотню убийц, которые должны были подкараулить поэта по дороге. Линьер был трусоват, — сочинители пасквилей никогда не блещут отвагой. Однако вельможа рассудил, что меньшими силами тут не обойтись, так как Линьер был дружен с Сирано, который, правда, сатир не писал и нападал только на своих собственных врагов, зато всегда с охотой ввязывался в стычки, в которых оказывались замешаны симпатичные ему люди. У Линьера, как сами понимаете, были очень веские причины не идти ночевать домой. Но Сирано его уговорил, попросив при этом только об одном: прихватить с собой фонарь и освещать поле боя. На рассвете возле рвов у Нельской башни нашли девятерых головорезов. Двое из них были убиты, семеро при смерти; прочие спаслись бегством».